# Tudulinna församling
Tudulinna församling (estniska: Tudulinna kogudus) är en församling som tillhör Viru kontrakt inom den Estniska evangelisk-lutherska kyrkan. Församlingen omfattar Tudulinna kommun i landskapet Ida-Virumaa.

## Större orter
- Tudulinna (småköping)